# Sinagoga de Turku
La Sinagoga de Turku (en finés: Turun synagoga; en sueco: Åbo synagoga) es un edificio religioso de la comunidad judía en la ciudad de Turku, se trata de una de las dos sinagogas que existen en Finlandia. Situada en el distrito VII, la sinagoga es utilizada por los judíos de esa región. El edificio de la sinagoga, fue diseñado por los arquitectos August Krook y JE Hindersson, se completó en el año 1912.